# Juan José Zúñiga

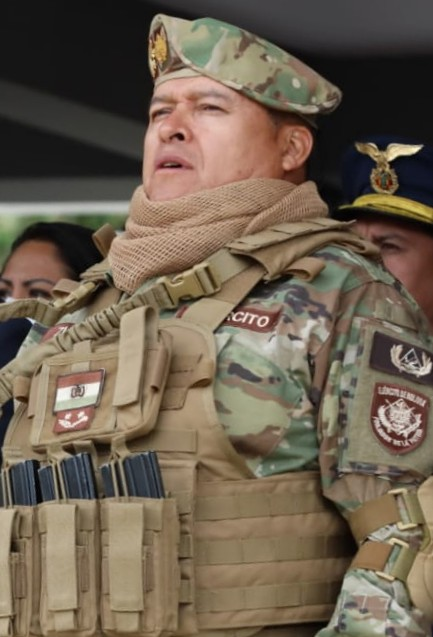
Juan José Zúñiga, 2022

Juan José Zúñiga Macías (Aussprache [xu'an xɔs'e z'uɲɪga]; * 1972 in Uncía, Bolivien) ist ein ehemaliger bolivianischer Offizier, der von November 2022 bis zu seiner Entlassung im Juni 2024 als Generalkommandeur der bolivianischen Armee diente. Er war einer der wichtigsten und bekanntesten Anführer des Putschversuchs vom 26. Juni 2024 gegen die Regierung von Luis Arce. Es handelt sich bereits um den 23. Putschversuch in Bolivien seit 1950. 12 von ihnen waren gescheitert.
Juan José Zúñiga war Mitglied des militärischen Geheimdienstes. Er hatte Beziehungen zu mehreren sozialen Bewegungen und zu den Gewerkschaften, weshalb er als General des Volkes bekannt war.

## Leben
Juan José Zúñiga Macías wurde in der Gemeinde Uncía in der Provinz Rafael Bustillo im Departement Potosí in Bolivien geboren. Er schloss sein Studium 1990 ab und belegte lediglich den 48. Rang von 65 Offizieren seines Jahrgangs.
Im Laufe seiner militärischen Laufbahn bekleidete er verschiedene Posten, unter anderem war er zwischen 2012 und 2013 im Rang eines Obersts Kommandeur des Regiments REIM-23 „Max Toledo“. Anschließend wurde er zum Stabschef ernannt und zum Brigadegeneral befördert. Am 1. November 2022 wurde er unter der Regierung von Präsident Luis Arce zum Oberbefehlshaber der bolivianischen Armee ernannt; im Januar 2024 wurde er von Arce  in diesem Amt bestätigt.

### Konflikt mit Evo Morales
Am 24. Juni 2024 kündigte Zúñiga an, dass die bolivianischen Streitkräfte den ehemaligen Präsidenten Evo Morales verhaften würden, falls er bei den nächsten Präsidentschaftswahlen im Jahr 2025 kandidiere. In den Drohungen gegen Morales bezeichnete er den ehemaligen Präsidenten als „Verräter“ und beschuldigte ihn, eine Revolution gegen die derzeitige Regierung zu planen, und erklärte, dass die bolivianische Verfassung eine Rückkehr von Morales an die Macht verhindern würde. Nach Zúñigas Verkündung wurde er am 25. Juni 2024 von seinem Posten als kommandierender General enthoben.
Zuvor war Zúñiga von Morales beschuldigt worden, Befehlshaber der Militärorganisation Pachajcho zu sein, die angeblich im Rahmen eines „schwarzen Plans“ Maßnahmen gegen die Führer des Kokaanbaus und Oppositionelle die Beseitigung des ehemaligen Präsidenten plante.

### Putschversuch 2024
Zúñiga war der mutmaßliche Hauptverantwortliche für den bolivianischen Putschversuch vom 26. Juni 2024, mit dem seiner Bekundung nach, die „Demokratie wiederhergestellt“ werden sollte. Präsident Luis Arce forderte Zúñiga auf, die Soldaten zu demobilisieren, die den Hauptplatz von La Paz eingenommen hatten. Zúñiga wurde kurz darauf von der Polizei festgenommen. Zúñiga behauptete, er habe sich am 23. Juni – vor Beginn der Ereignisse, die zu seiner Verhaftung führten – mit Luis Arce getroffen. Zúñiga, ein Günstling Arces, der erst zwei Jahre vorher von Acre überraschend in einen der höchsten militärischen Posten befördert worden war behauptete, Arce habe bei einem Treffen erklärt, er werde einen Putsch versuchen, um seine Popularität zu steigern; Zúñiga behauptete, Arce habe ihm befohlen, bei diesem Putschversuch zu helfen, indem er Panzer auf die Straße schickte.
Diese Beschuldigungen wurden von der Präsidentenberaterin Maria Nela Prada als „absolut falsch“ zurückgewiesen.